# Герб комуни Вансбру
Герб комуни Вансбру (швед. Vansbro kommunvapen) — символ шведської адміністративно-територіальної одиниці місцевого самоврядування комуни Вансбру. 

## Історія
Після адміністративно-територіальної реформи, проведеної в Швеції на початку 1970-х років, муніципальні герби стали використовуватися лишень комунами. Герб для комуни Вансбру було розроблено 1971 року як поєднання елементів з гербів ландскомун Єрна, Нос і Еппельбу, які увійшли до складу нової комуни.
Герб комуни офіційно зареєстровано 1986 року.
Герби давніших адміністративних утворень, що увійшли до складу комуни, більше не використовуються.

Герб ландскомуни Єрна (1944-1970)
Герб ландскомуни Нос (1947-1970)
Герб ландскомуни Еппельбу (1946-1970)

## Опис (блазон)
У синьому полі скошені навхрест золоті меч та сокира руків'ями додолу, над ними — такий же алхімічний знак заліза.

## Зміст
У гербі комуни поєднано елементи з гербів ландскомун Єрна, Нос і Еппельбу, які увійшли до її складу. 
Алхімічний знак символізує видобуток заліза. Сокира уособлює лісове господарство. Меч підкреслює мілітарні традиції комуни.